# Estádio Olímpico Pascual Guerrero
O Estádio Olímpico Pascual Guerrero é um estádio de futebol, também usado para atletismo, shows e rúgbi de sete, em Santiago de Cali, Colômbia que leva esse nome em homenagem ao poeta Pascual Guerrero.
O "Pascual", como os habitantes de Cali costumam chamar o estádio, substituiu o extinto Estadio Galilea que ficava no bairro de Versalhes, onde foi realizada a primeira competição nacional de atletismo em 1928. O Pascual ainda é um importante local para eventos esportivos nacionais e internacionais.
Desde as reformas feitas para ser uma das sedes da Copa do Mundo FIFA Sub-20 de 2011, a capacidade é de aproximadamente 35 mil pessoas. É atualmente a casa do América de Cali, Atlético e Boca Juniors de Cali,  sendo do Deportivo Cali até 2015, quando este se mudou permanentemente ao seu novo estádio. 